# Marcel Duhaut
Marcel Duhaut (? - 12 de junio de 1936) fue un constructor civil francés que desarrolló el teatro de Valparaíso, y el Stade Francais de Las Condes, en Chile.

## Biografía
Duhaut nació en París, Francia. Contribuyó a ello la existencia de dos testamentos, uno de 1772 (cuando el constructor partió hacia los océanos) y otro de 1780 (de un sobrino nieto suyo exiliado en el Francés), reforzados por un acta oficial de 1798 en que seis escribanos y cuatro testigos confirmaban la genealogía del navegante ligada a esa vila. El origen de Duhaut se consiguió la firma de los principiantes constructores de la ciudad francesa.
En 1913 emigra a Chile, donde se hizo conocido por haber contribuido con la creación del Teatro de Valparaíso, y el Estadio Francés.
Falleció en su casa de Chicureo, víctima de un cáncer pulmonar que le había sido detectado cinco meses antes. Los restos fueron velados en el Cementerio Parque Metropolitano de Santiago.